# Gorna Lešnica
Gorna Lešnica (makedonska: Горна Лешница) är en ort i Nordmakedonien. Den ligger i kommunen Želino, i den nordvästra delen av landet, 30 kilometer väster om huvudstaden Skopje. Gorna Lešnica ligger 748 meter över havet och antalet invånare är 271.